# École supérieure de réalisation audiovisuelle
Pour les articles homonymes, voir Esra (homonymie).
L'École supérieure de réalisation audiovisuelle (ESRA) est un établissement d'enseignement supérieur privé français, reconnu par l'État, formant aux métiers du cinéma, de la télévision, de l'animation et du son. 
L'école est membre associé de la Fédération des industries du cinéma, de l'audiovisuel et du multimédia (FICAM), membre du GEECT du Centre international de liaison des écoles de cinéma et de télévision (CILECT) et membre associé de l'université Côte-d'Azur pour son campus de Nice,.

## Présentation
L'École supérieure de réalisation audiovisuelle de Paris et de Nice délivrent trois diplômes visés par le ministère de l'Enseignement supérieur et de la Recherche et contrôlés par l'État :
- le « Diplôme d’études supérieures de réalisation audiovisuelle » (DESRA) qui sanctionne les trois années d'études à l’ESRA à bac +3 ;
- le « Diplôme des hautes études cinématographiques » (DHEC) qui sanctionne les deux années d'études à l’ESRA à bac +5 ;
- le « Diplôme d'études supérieures de techniques du son » (DESTS) qui sanctionne les trois années d'études à l’ISTS ;
- le « Diplôme d’études supérieures du film d’animation » (DESFA) pour Sup'Infograph.

L'accès à ces cursus est conditionnée par la réussite du concours d'entrée et la possession du baccalauréat. L'établissement est présent à Paris, Nice, Rennes et Bruxelles. Les campus de Rennes et Bruxelles ne délivrent pas de diplômes visés par l'État français, ni par les Communautés de Belgique.
L'École supérieure de réalisation audiovisuelle a établi un partenariat avec le master « Cinéma et Audiovisuel » de l'université Gustave-Eiffel de Marne-la-Vallée, permettant aux étudiants de l'université de suivre des cours en commun avec les étudiants du DHEC de l'ESRA.

## Historique
L'École supérieure de réalisation audiovisuelle a été créée en 1972 à Paris par Max Azoulay. En plus de son site parisien, l'ESRA compte des établissements à Nice (depuis 1988), Rennes (depuis 1999) et à Bruxelles (depuis 2015). Chacune de ces écoles a été créée en associant dans les mêmes locaux trois écoles : l'ESRA pour les métiers du cinéma, l'animation (Sup'Infograph) pour les métiers du cinéma d'animation et l'ISTS (Institut supérieur des techniques du son) pour les métiers du son.
En 2007, l'École supérieure de réalisation audiovisuelle met en place une quatrième année optionnelle à New York.

## Formations

### Premier cycle

#### ESRA Paris
L'ESRA Paris forme aux différents métiers de l'image, du cinéma ou de la télévision. L'ISTS s'applique aux différents métiers du son. ESRA Animation (Sup'infograph) se tourne vers les métiers de l'animation et des effets spéciaux.
Toutes ces formations se déroulent en trois ans. Pour l'ESRA et l'ISTS, il y a deux années de tronc commun pour chaque formation et ensuite une année de spécialisation (Réalisation Cinéma, TV, Série, Image, Production et Montage).

#### ESRA Côte d'Azur (Nice)
L'ESRA Côte d'Azur, membre associée de l'université Côte d'Azur, délivre à Nice, comme le campus de Paris, des diplômes visés par le ministère de l'Enseignement supérieur, de la Recherche et de l'Innovation à bac +3 appelés : le DESRA (diplôme d’études supérieures de réalisation audiovisuelle) qui sanctionne les trois années d'études à l’ESRA, le DESTS (diplôme d'études supérieures de techniques du son), et le DESFA (diplôme d’études supérieures du film d’animation).

#### ESRA Bruxelles
Les formations dispensées à l'ESRA Bruxelles sont l'ESRA qui forme aux différents métiers de l'image, du cinéma ou de la télévision et l'ISTS pour les différents métiers du son. Ces formations ne sont pas reconnues par les autorités belges.

#### ESRA Bretagne
Le campus de l'ESRA à Rennes ne délivre uniquement des titres certifiés par le ministère de Travail, du Plein emploi et de l'Insertion.

### Deuxième cycle
L'ESRA Paris et Nice proposent également deux diplômes visés et contrôlés par l'État niveau bac+5 depuis 2008 (réservés aux titulaires d'un diplôme de type bac+3) :
- le « Diplôme des hautes études cinématographiques » (DHEC), mention « Scénario / Réalisation » (fiction et documentaire) ;
- le « Diplôme des hautes études cinématographiques » (DHEC), mention « Production / Distribution »

## Anciens élèves notables
- Pierre Morel (promotion 1986), réalisateur
- Florent Emilio Siri (promotion 1988), réalisateur
- Laurent Frapat (promotion 1988), réalisateur
- Jean-François Richet (promotion 1991), réalisateur
- Pascal Laugier (promotion 1993), réalisateur
- Alex Pilot (promotion 1995), ancien directeur des programmes et réalisateur sur la chaîne de télévision Nolife
- Xavier Ruiz (promotion 1994), réalisateur
- Éric Toledano (promotion 1994), réalisateur[5]
- Rémi Bezançon (promotion 1995), réalisateur
- Nicolas Bary (promotion 2000), réalisateur
- Antoine Daniel (promotion 2010), vidéaste
- Pierre Le Corf (promotion 2014), producteur, entrepreneur social
- Élisabeth Daldoul, éditrice tunisienne